# FliT
FliT (Фліт) — українсько-американський музичний гурт з Івано-Франківська, створений в 2001 році, основним напрямом в стилі є панк-рок. Але сам гурт називає свій музичний напрям «інтелігент-панк-роком».

## Історія

### Ранні роки та альбом«Світ такий…»(2001—2004)
Історія гурту бере свій початок в 2001 році, коли п'ятеро молодих людей об'єднались під однією короткою, але влучною назвою, «Фліт». Це були: Новіков Володимир — вокал, Бєляков Віталій — бек-вокал, Марків Андрій — гітара, Копієвський Михайло — бас-гітара, Чорний Юра — ударні.
Але не пройшло і двох років від створення гурту, як його торкнулись перші творчі розбіжності між учасниками колективу, внаслідок яких групу покидає барабанщик Юра Чорний. 2003 року вакантне місце займає Ігор Озарко, який також починає займатися гуртом у якості менеджера.
17 грудня 2003 група випустила свій дебютний альбом «Світ такий…». До альбому ввійшли 15 треків.
На початку 2004 року гурт покинув бек-вокаліст  і співавтор текстів пісень — Бєляков Віталій. Група продовжує свою діяльність вчотирьох.
У жовтні 2004 року компанія «UKRmusic» (м. Київ) перевидала альбом «Світ такий…». Пісня «Їжачок» з цього альбому стала однією з найвідоміших композицій гурту. Після успіху пісні гурт вніс в свою емблему профіль їжачка.

### Альбом«Заникай»таVIDEO DVD Live(2005—2008)
У 2005 році гурт проводить активну концертну діяльність як і в Україні, так і за кордоном.
2 квітня 2006 в Києві відбулась презентація альбому, що отримав назву «Заникай». В альбом увійшло 13 пісень.
16 червня 2007 року відбувся перший великий сольний концерт гурту. Під час його проведення здійснювалась відеозйомка. А вже у вересні в світ вийшов перший DVD гурту «Концерт в Івано-Франківську», в якому окрім самого концерту є збірка кліпів колективу, ексклюзивні фото та інтерв'ю з учасниками колективу.

### Альбом«Однозначно!»(2009)
Офіційний реліз альбому «Однозначно!» відбувся 23 квітня 2009 року. До трек-листу увійшло 12 пісень.
У підтримку альбому були відзняті відеокліпи на пісні «Лаю себе» та «Як довго я шукав» (режисер Тарас Химич).
Гурт брав участь у проєкті «Фольк-music» на Першому національному. Цей проєкт — пошук та відродження українських народних пісень, їх популяризація серед населення, особливо молоді. «Фліт» в рамках програми виконав народну пісню «Ой, п'є чумак, п'є» у власній інтерпретації, яка за підсумками глядацького голосування стала «піснею місяця». Також, вона увійшла до альбому «Однозначно!»
На відміну від попередніх альбомів, цей альбом гурт записував не в Івано-Франківську, а в Києві. Ось, що каже Михайло Копієвський стосовно цього:
| «Ми повністю задоволені якістю запису наших попередніх робіт. Але коли нам запропонували записати пісню «Лаю Себе» на студії ФДР, і ми спробували, то відразу зрозуміли, що наступний альбом будемо записувати саме тут. Якість запису і звучання альбому нас влаштовує, хоча досконалості межі немає.»[4] |
Основною перевагою альбому «Однозначно!» перед попередніми музиканти вважають його цілісне наповнення і змістовність. За словами вокаліста гурту Володимира Новікова:
| «Тут ми досягли цього повною мірою. Навіть попри те, що пісні різні за темпераментом - альбом слухається як єдине ціле, а не як добірка пісень, висмикнутих з різних настроїв і студій.»[4] |

### VIDEO DVD«Акустичний концерт» Live(2010)
На початку 2010 року у Ігора Озарка виникла ідея виконати низку пісень Фліт (FliT), заранжованих в різних музичних напрямках (рімейки на власні пісні), в акустичному варіанті. У результаті гурт зробив акустичну концертну програму, з якою дав багато концертів в різних містах України. 15 червня 2010 року відбувся перший в історії України великий акустичний концерт панкової команди Фліт (FliT) зі струнним ансамблем Quarto Corde, іншими запрошеними друзями-музикантами та групою перформенсу Vertical Limit в Івано-Франківську. Інструментальні партії для ансамблю написав Мирослав Литвак. Також, концерт був знятий на відео.
Гурт переміг на конкурсі кавер версій від російського панк-рок гурту «Тараканы!» з піснею «Я дивлюся на них».

### Зміни у складі (2011—2013)
В листопаді 2010 року, у зв'язку з майбутнім переїздом до США, гурт покидає барабанщик (і за сумісництвом – менеджер) Ігор Озарко. Замість себе в команду Ігор запропонував молодого талановитого барабанщика Володимира Корчака. 
|                                                | Відтепер в групі два Володимира, що вносить веселі непорозуміння під час саундчеків. Другий Вова і третій лівша – єдиним правшою групи залишаюсь я |
| — каже гітарист та бек-вокаліст Андрій Марків. | |

В березні 2011 року гурт випустив новий кліп на сингл «Кохай мене», версію пісні до кліпу було записано разом з Андрієм «Кузьмою Скрябіним» Кузьменко (це була остання робота Ігора Озарка в якості продюсера перед від'їздом закордон).
В липні того ж 2011 року, також у зв'язку з переїздом до США, гурт залишає вокаліст Володимир Новіков. Його місце займає Юрій Попов. Того ж місяця гурт в новому складі випускає кліп на нову пісню «Заманюють очі», яку напередодні переїзду написав Володимир Новіков, монтаж та постпродакшн якого здійснено учасником гурту «Фліт» Михайлом Копієвським. Однак невдовзі Юрій Попов залишає групу.
4 жовтня 2011 року Фліт презентує нову пісню та відеокліп до неї – «Ангели посеред нас», яка була виконана Андрієм Марківим вже у ролі лід-вокаліста команди.
У грудні 2011 гурт оголосив про чергові зміни свого складу. Завершив музичну діяльність бас-гітарист Михайло Копієвський – після створення кліпів (у т.ч. «Заманюють очі») він вирішив повністю зосередитись на відео-продакшені, а не на музиці. Тож він ще деякий час залишався з командою, але вже по інший бік об'єктиву. Замість себе в групу він запропонував музиканта Анатолія Блєдних. А на вакантне місце гітариста та бек-вокаліста Фліт запрошує Юлія Гонського, давнього друга команди.
2012 року гурт записує декілька нових пісень, презентує кліп на пісню «Вихід є!», дає сольні концерти в Україні та Польщі, виступає на фестивалях.

### Альбом«Вихід є!»(2013—2017)
1 травня 2013 року український гурт Фліт видав новий, четвертий за свою історію, музичний альбом, який називається «Вихід є!». Ця робота дуже відрізняється від попередніх. Найперше, уже під час роботи над альбомом гурт знову стрясає зміна складу. Через різні погляди на творчий процес гурт покидає гітарист і бек-вокаліст Юлій Гонський. На допомогу хлопцям приходить давній друг, гітарист Станіслав Боднарук, відомий своєю роботою в іншому івано-франківському гурті Пан Пупец. Змінюється і підхід до роботи над матеріалом альбому. На відміну від попередніх альбомів, які створювалися практично самими музикантами та кількома їхніми друзями, над четвертим студійником Фліта працює близько двох десятків людей. Музиканти гурту головним чином писали музику, для якої професіональні автори писали тексти.
10 травня 2013 року Фліт вирушає в турне на підтримку нового альбому «Вихід є!».
Протягом  2014–2017 років, гурт Фліт випустили сім синглів: «Україна», «NonStop», «Коли Мене Знайдуть», «Останній Герой», «Все навпаки», «Дорога», «Ти не сам».

### Повернення Новікова та Озарко, re-release«Walking in Circles»(2017—2018)
На початку 2017 року Володимир Новіков та Ігор Озарко знову зібралися із новими силами, але вже за новим місцем мешкання у США. З ритму їх не збиває навіть велика відстань між  штатами, у яких вони проживають. Протягом 2017 та 2018 років, тривав ретельний підбір музикантів до повного складу (гітаристів та бас-гітаристів). В той період хлопці назвалися «5kMiles» (приблизна відстань між США та Україною).
На початку 2018 року Вова та Ігор перевидають збірку власних (флітівських) пісень англійською мовою під назвою «Walking in Circles», щоб почати концертну діяльність у США та побачити реакцію місцевих рокерів на музику, привезену з України. Трішки пізніше вийшов сингл «New York Symphony».

### Нова сторінка в історії FliT. EP«Раптом»та«Just Go»(2019—дотепер)
У 2019 році FliT розпочинає нову сторінку в своїй історії. Володимир Новіков і Ігор Озарко знову виходять на музичну сцену під назвою FliT (оскільки музиканти проживають у США, відтепер назва гурту писатиметься латиницею).
Андрій Марків, який був учасником гурту від початку його заснування, оголошує про завершення своєї участі у Фліт (FliT):
|                                          | Ми випустили разом альбом, декілька синглів і зараз ми припинили діяльність взагалі і перестали з’являтись як Фліт будь-де. Це наше спільне рішення. Кожен почав рухатись у своєму особистому творчому напрямку. Тому і з’явились питання в інтернеті: “Де ви?”, “Що з вами?” і “Чи існує група взагалі?” Та от – ІСНУЄ. Правда тепер без мене. Володя із Ігорем вирішили тепер перейняти “естафету” із-за океану і продовжують діяльність групи Фліт. Ось так це вже виходить україно-американський гурт, але тим не менше головна ціль “не дати пісням померти” виконується. |
| — Андрій Марків, Офіційний Youtube-канал | |

Натомість, після тривалої 15-річної перерви, в команду повертається один із засновників гурту, співавтор текстів альбому «Світ такий…», бек-вокаліст Віталій Бєляков (Бєля). Весною FliTи випадково натрапляють на молодого талановитого музиканта Андрія Драгущака, який і доповнив склад у ролі бас-гітариста. 
Як сказав тоді Андрій: «Завдяки пісням FliT я почав займатися музикою. А тепер маю честь бути учасником команди. Доля... :-)».
1 липня 2019 року гурт випускає україномовний EP «Раптом», атмосферно витриманий в стилі першого альбому Фліт «Світ такий…». До міні-альбому увійшли шість пісень. На обкладинці зображений панк-козак BILLY – новий маскот колективу.
В межах туру на підтримку нового альбому влітку 2019 року гурт провів ряд виступів на кількох найбільших фестивалях України (Файне Місто, Бандерштат, Схід-Рок, Snow Summer Fest), зіграв два сольні концерти у Києві та Харкові, а також виступив на фестивалі Ukrainian Days у Чикаго, США.
17 грудня 2019 року FliT випустив новий англомовний EP - «Just Go». До міні-альбому увійшли шість пісень.

## Склад гурту
Сучасний склад
- Володимир Новіков — вокал, гітара (2001–2011, з 2018)
- Ігор Озарко — ударні (2003–2010, з 2018)
- Андрій Драгущак — бас-гітара, бек-вокал (з 2019)
- Віталій «Бєля» Бєляков — бек-вокал, вокал (2001–2004, з 2018)

Колишні учасники
- Андрій «Маркер» Марків — гітара (2001-2018), вокал (2011-2018)
- Чарльз «Nova Chuck» Бейкер —  бас-гітара, бек-вокал (2018—2019)
- Владислав Марцинковський — бас-гітара, бек-вокал (2018)
- Роман Бойко — бас-гітара, бек-вокал (2017—2018)
- Олександр Іванчук — гітара, бек-вокал (2015-2018)
- Анатолій Блєдних — бас-гітара, бек-вокал (2011-2018)
- Володимир Корчак — ударні (2011-2018)
- Станіслав Боднарук — гітара, бек-вокал (2013—2015)
- Юлій Гонський — гітара, бек-вокал (2011–2013)
- Михайло Копієвський — бас-гітара, бек-вокал (2001–2011)
- Юрій Попов  — вокал, гітара (2011)
- Юрій Чорний — ударні (2001–2003)

Колишні сесійні музиканти
- Стів Ларсен
- Кевін Мкколлум

Схема

## Дискографія

### Студійні альбоми
- 2004 «Світ такий…»
- 2006 «Zаникай»
- 2009 «Однозначно!»
- 2013 «Вихід є!»
- 2018 «Walking in Circles» (Re-release)

### Концертні альбоми
- 2007 VIDEO DVD «Концерт в Івано-Франківську»
- 2010 VIDEO DVD «По-новому: акустичний концерт» (Unplugged concert)

### Міні-альбоми
- 2019 «Раптом»
- 2019 «Just Go»

### Сингли
- 2008 «Лаю себе»
- 2010 «Шукай і знайди»
- 2016 «Все навпаки»
- 2018 «New York Symphony»
- 2019 «Смуги»[18]
- 2020 «Club 27»
- 2020 «ЗаБоБоНи»
- 2021 «Куми»
- 2021 «Весняна ніч»
- 2021 «Welcome To America»
- 2022 «Українець»
- 2023 «PTSD»
- 2024 «ВІЛЬНІ»
- 2024 «Нарешті»

### Музичні відео
- 2004 «Їжачок»
- 2005 «Згаяний час»
- 2005 «Вийди, моя люба»
- 2006 «Таблетка»
- 2007 «Критик»
- 2007 «Моя планета»
- 2007 «Колискова»
- 2008 «Лаю себе»
- 2008 «Як довго я шукав»
- 2009 «Однозначно!»
- 2009 «Знати достатньо» (live)
- 2010 «Шукай і знайди»
- 2010 «Open Your Eyes»
- 2011 «Кохай мене» (разом з Кузьмою)
- 2011 «Заманюють очі»
- 2011 «Ангели посеред нас»
- 2012 «Вихід є!»
- 2017 «Walking In Circles»
- 2017 «Stop It»
- 2019 «Маємо те що маємо»
- 2019 «Волоцюга»
- 2019 «So Bright»